# Józef Pazdur

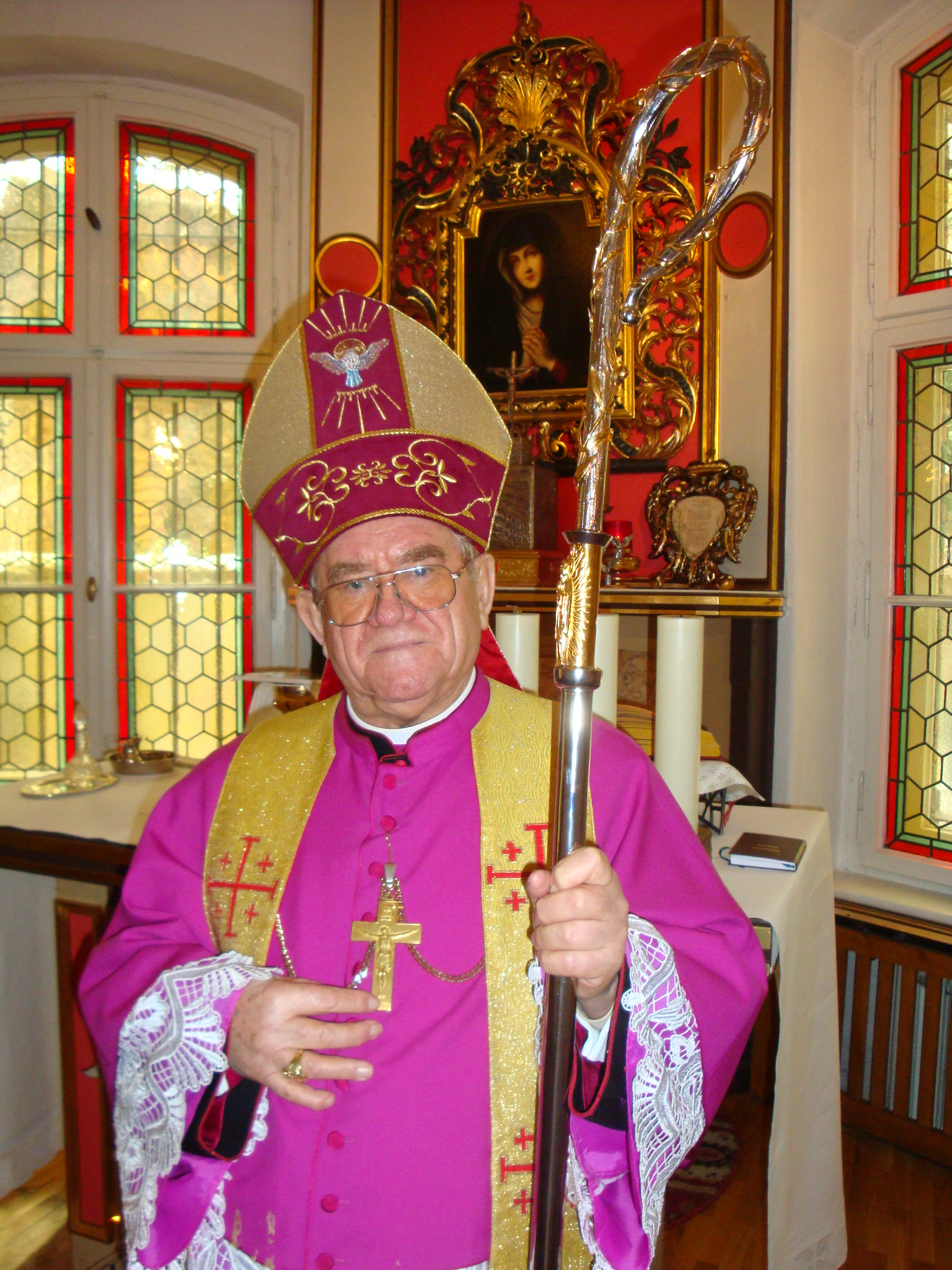
Józef Pazdur (2009)

Józef Pazdur (* 22. November  1924 in Wola Skrzydlańska, Woiwodschaft Kleinpolen, Polen; † 7. Mai 2015) war Weihbischof in Breslau.

## Leben
Józef Pazdur studierte von 1947 bis 1951 Theologie und Philosophie am Großen Seminar in Breslau. Der Erzbischof von Gnesen und Warschau, Stefan Wyszyński, spendete ihm am 23. Dezember 1951 die Priesterweihe. Er war Pfarrer von der Unbefleckten Empfängnis der Seligen Jungfrau Maria in Chojnowo. Von 1959 bis 1965 absolvierte er ein Aufbaustudium an der Päpstlichen Universität Gregoriana in Rom, das er mit dem theologischen Lizenziat im Fachgebiet Dogmatik abschloss. Anschließend war er Dozent am Priesterseminar in Breslau. In den Jahren 1965 bis 1971 und 1974 bis 1985 war er Spiritual am Breslauer Seminar.
Papst Johannes Paul II. ernannte ihn am 18. Dezember 1984 zum Titularbischof von Ulcinium und zum Weihbischof in Breslau. Der Breslauer Erzbischof, Henryk Roman Gulbinowicz, spendete ihm am 12. Januar 1985 die Bischofsweihe; Mitkonsekratoren waren Jerzy Karol Ablewicz, Bischof von Tarnów, und Ignacy Ludwik Jeż, Bischof von Koszalin-Kołobrzeg.
Am 16. November 2000 nahm Johannes Paul II. sein altersbedingtes Rücktrittsgesuch an.